# À travers le Hageland 2023
La 18e édition d'À travers le Hageland (en néerlandais : Dwars door het Hageland), une course cycliste masculine sur route, a lieu en Belgique le 10 juin 2023. L'épreuve est disputée sur 181 kilomètres entre Aarschot et Diest. Elle fait partie du calendrier UCI ProSeries 2023 (deuxième niveau mondial) en catégorie 1.Pro et de la Coupe de Belgique de cyclisme sur route 2023.

## Équipes participantes
| WorldTeams (5)- Alpecin-Deceuninck - Cofidis - Intermarché-Circus-Wanty - Soudal Quick-Step - Arkéa-Samsic ProTeams (6)- Bolton Equities Black Spoke Pro Cycling - Israel-Premier Tech - Lotto Dstny - Team Flanders-Baloise - Team Novo Nordisk - Uno-X Pro Cycling Team Équipes continentales (4)- À Bloc CT - Baloise Trek Lions - Tarteletto-Isorex - Volkerwessels Cycling Team |
| |

## Classements

### Classement final
| \| Classement général \| Classement général \| Classement général \| Classement général \| Classement général \| \| Coureur \| Coureur \| Pays \| Équipe \| Temps \| \| ------------------ \| ------------------ \| ------------------ \| ------------------------ \| ------------------ \| \| 1er \| Rasmus Tiller \| Norvège \| Uno-X Pro Cycling Team \| 4 h 09 min 02 s \| \| 2e \| Stan Van Tricht \| Belgique \| Soudal Quick-Step \| + 0 s \| \| 3e \| Florian Vermeersch \| Belgique \| Lotto Dstny \| + 0 s \| \| 4e \| Yves Lampaert \| Belgique \| Soudal Quick-Step \| + 10 s \| \| 5e \| Simon Clarke \| Australie \| Israel-Premier Tech \| + 10 s \| \| 6e \| Loïc Vliegen \| Belgique \| Intermarché-Circus-Wanty \| + 19 s \| \| 7e \| Søren Wærenskjold \| Norvège \| Uno-X Pro Cycling Team \| + 26 s \| \| 8e \| Jenthe Biermans \| Belgique \| Arkéa-Samsic \| + 28 s \| \| 9e \| Tom Van Asbroeck \| Belgique \| Israel-Premier Tech \| + 28 s \| \| 10e \| Matyáš Kopecký \| Tchéquie \| Team Novo Nordisk \| + 28 s \| |                    |           |                          |                 |
| |                    |           |                          |                 |
| Source : ProCyclingStats |                    |           |                          |                 |
| Classement général |                    |           |                          |                 |
| Coureur | Coureur            | Pays      | Équipe                   | Temps           |
| 1er | Rasmus Tiller      | Norvège   | Uno-X Pro Cycling Team   | 4 h 09 min 02 s |
| 2e | Stan Van Tricht    | Belgique  | Soudal Quick-Step        | + 0 s           |
| 3e | Florian Vermeersch | Belgique  | Lotto Dstny              | + 0 s           |
| 4e | Yves Lampaert      | Belgique  | Soudal Quick-Step        | + 10 s          |
| 5e | Simon Clarke       | Australie | Israel-Premier Tech      | + 10 s          |
| 6e | Loïc Vliegen       | Belgique  | Intermarché-Circus-Wanty | + 19 s          |
| 7e | Søren Wærenskjold  | Norvège   | Uno-X Pro Cycling Team   | + 26 s          |
| 8e | Jenthe Biermans    | Belgique  | Arkéa-Samsic             | + 28 s          |
| 9e | Tom Van Asbroeck   | Belgique  | Israel-Premier Tech      | + 28 s          |
| 10e | Matyáš Kopecký     | Tchéquie  | Team Novo Nordisk        | + 28 s          |

### Classements UCI
La course attribue des points au Classement mondial UCI 2023 selon le barème suivant.
| Position           | 1er | 2e  | 3e  | 4e  | 5e | 6e | 7e | 8e | 9e | 10e | 11e | 12e | 13e | 14e | 15e | 16e à 30e | 31e à 40e |
| Classement général | 200 | 150 | 125 | 100 | 85 | 70 | 60 | 50 | 40 | 35  | 30  | 25  | 20  | 15  | 10  | 5         | 3         |